# Neverita
Genre
Synonymes
- Neverita (Neverita) Risso, 1826
- Uber (Neverita) Risso, 1826

Neverita est un genre de mollusques gastéropodes de la famille des Naticidae.
Son espèce type est Neverita josephinia (en) Risso, 1826.

## Liste des espèces
Selon World Register of Marine Species (17 décembre 2016) :
- Neverita aulacoglossa (Pilsbry & Vanatta, 1909)
- Neverita delessertiana (Récluz, 1843)
- Neverita didyma (Röding, 1798)
- Neverita duplicata (Say, 1822)
- Neverita josephinia Risso, 1826
- Neverita lamonae Marincovich, 1975
- Neverita lewisii (Gould, 1847)
- Neverita pontis (Marwick, 1924) †
- Neverita reclusiana (Deshayes, 1839)

## Galerie

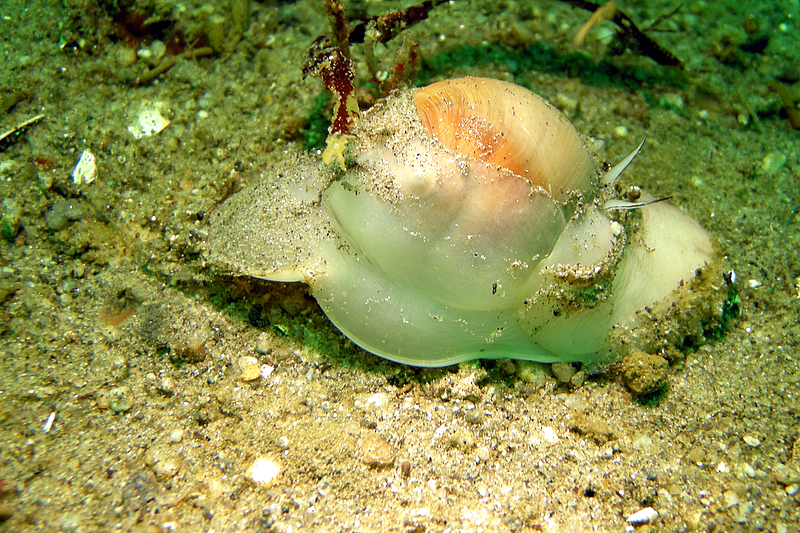
Neverita lewisii.
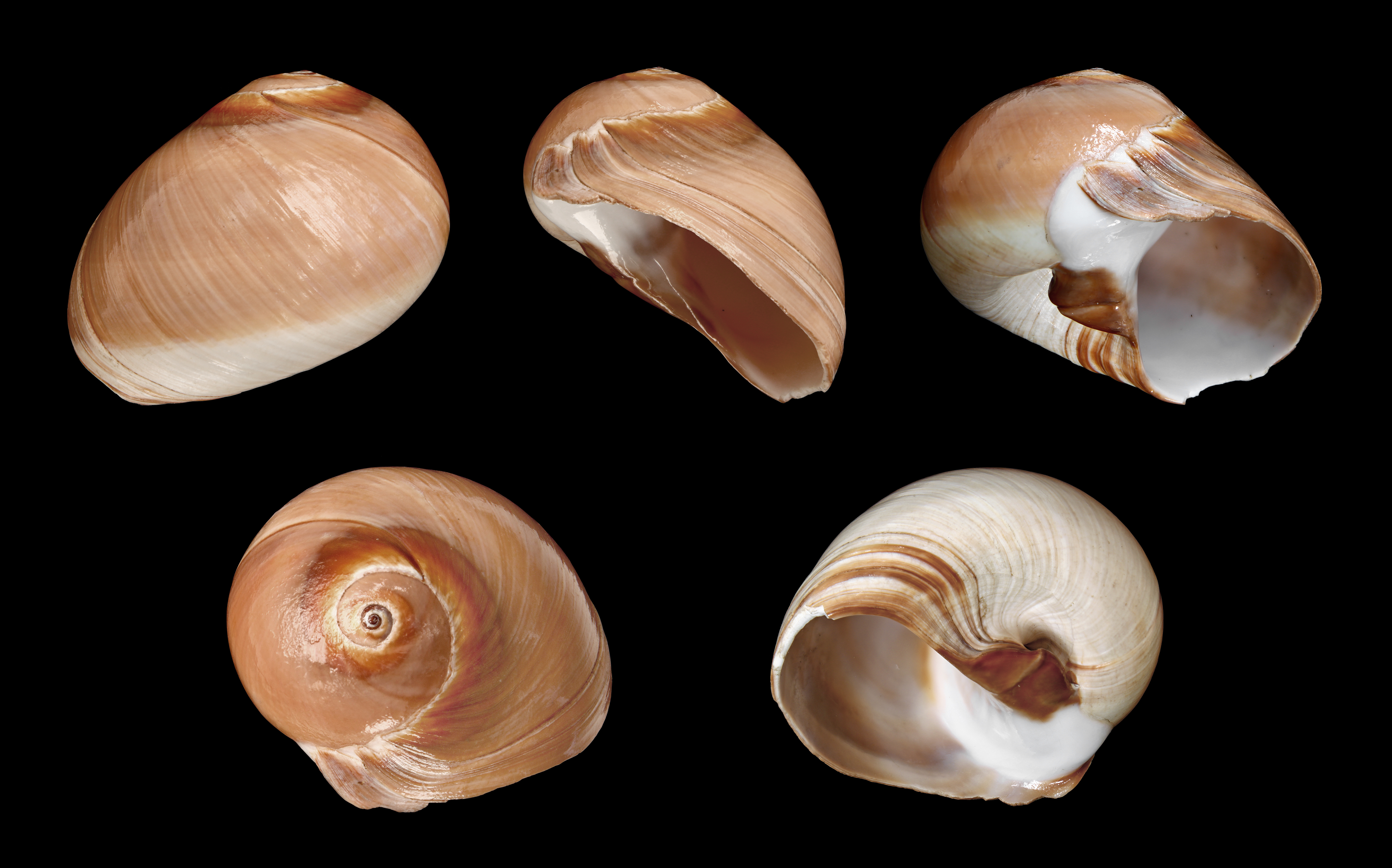
Neverita didyma.
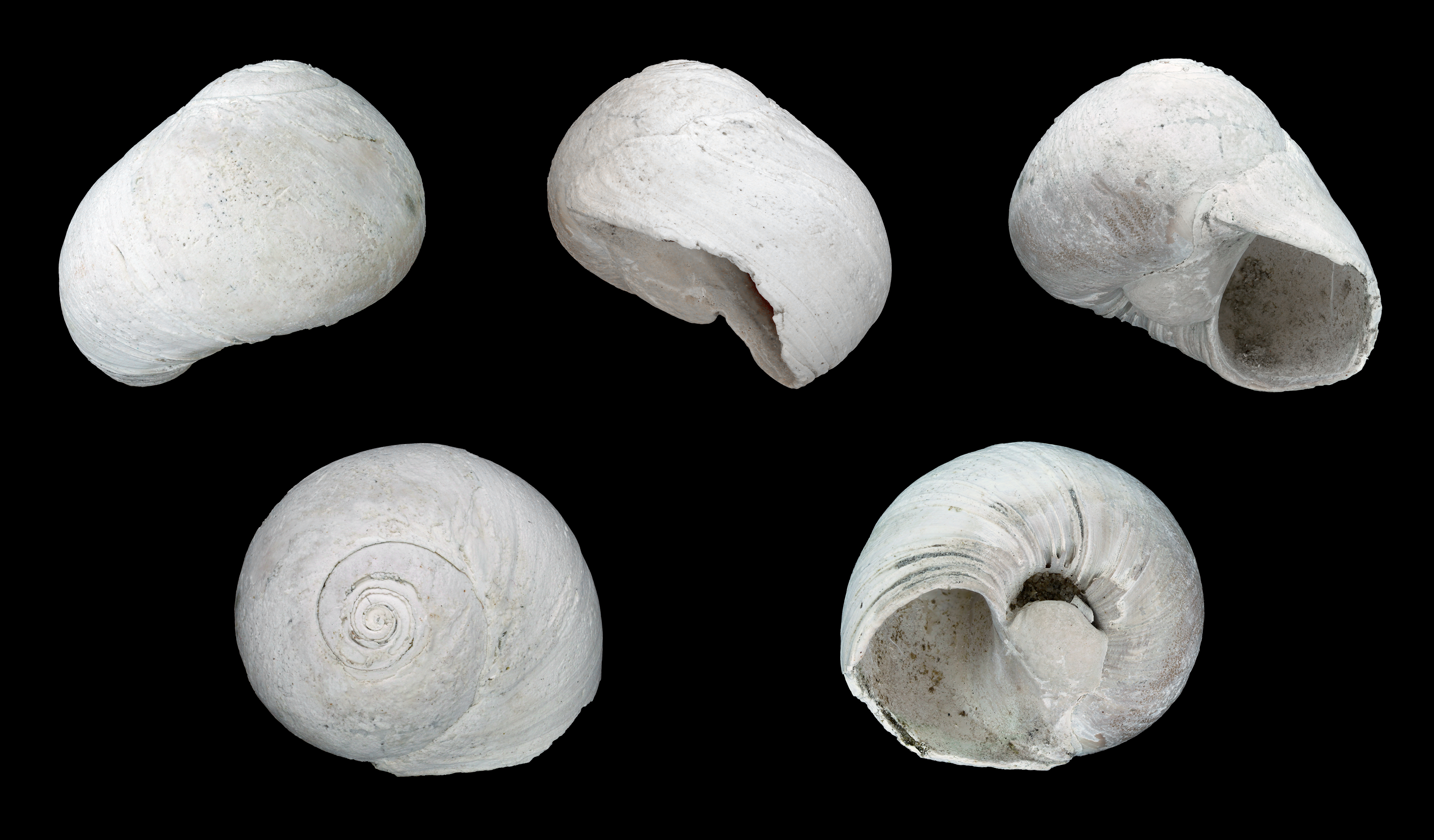
Neverita duplicata.
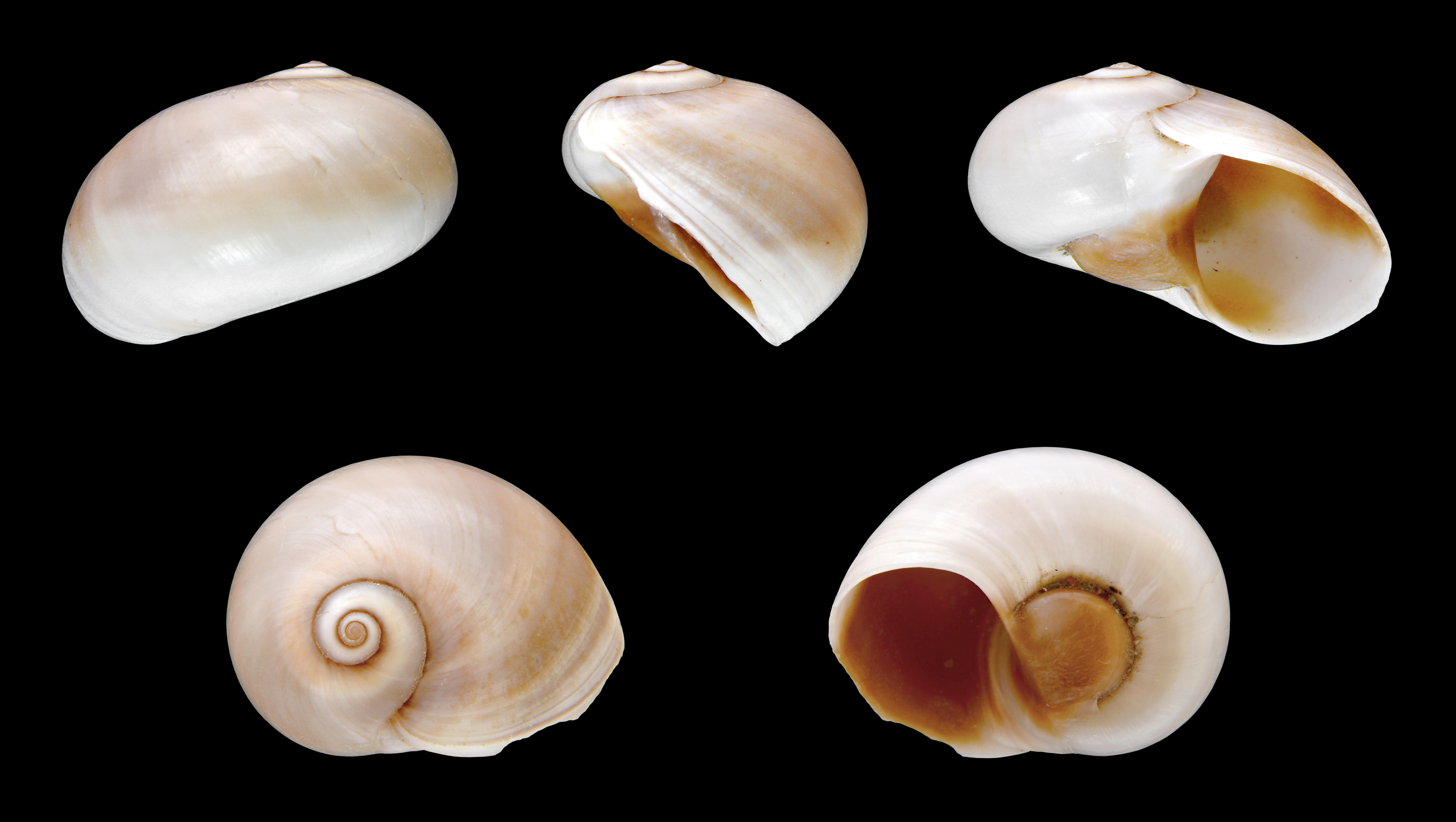
Neverita josephinia.
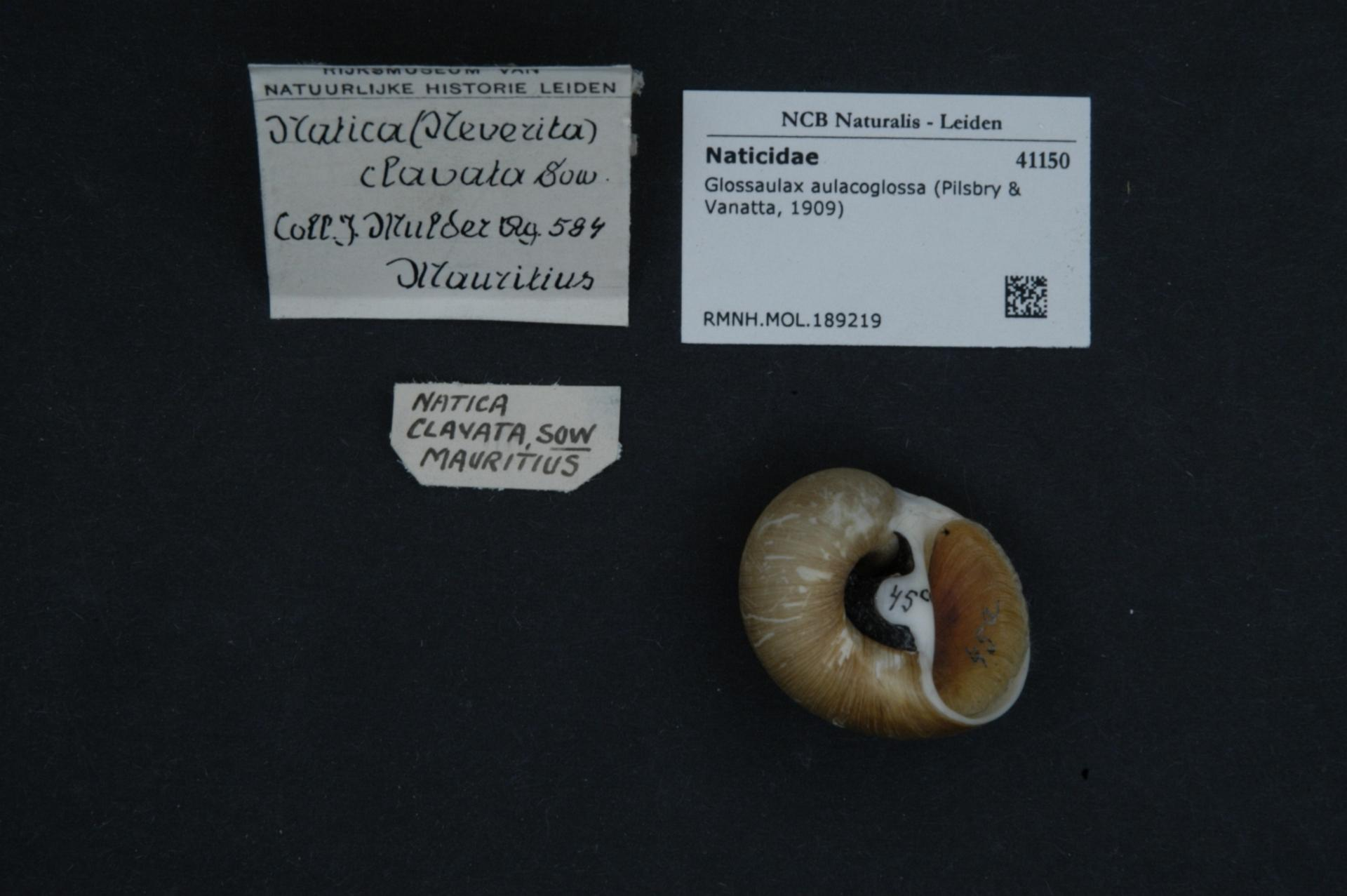
Neverita aulacoglossa.
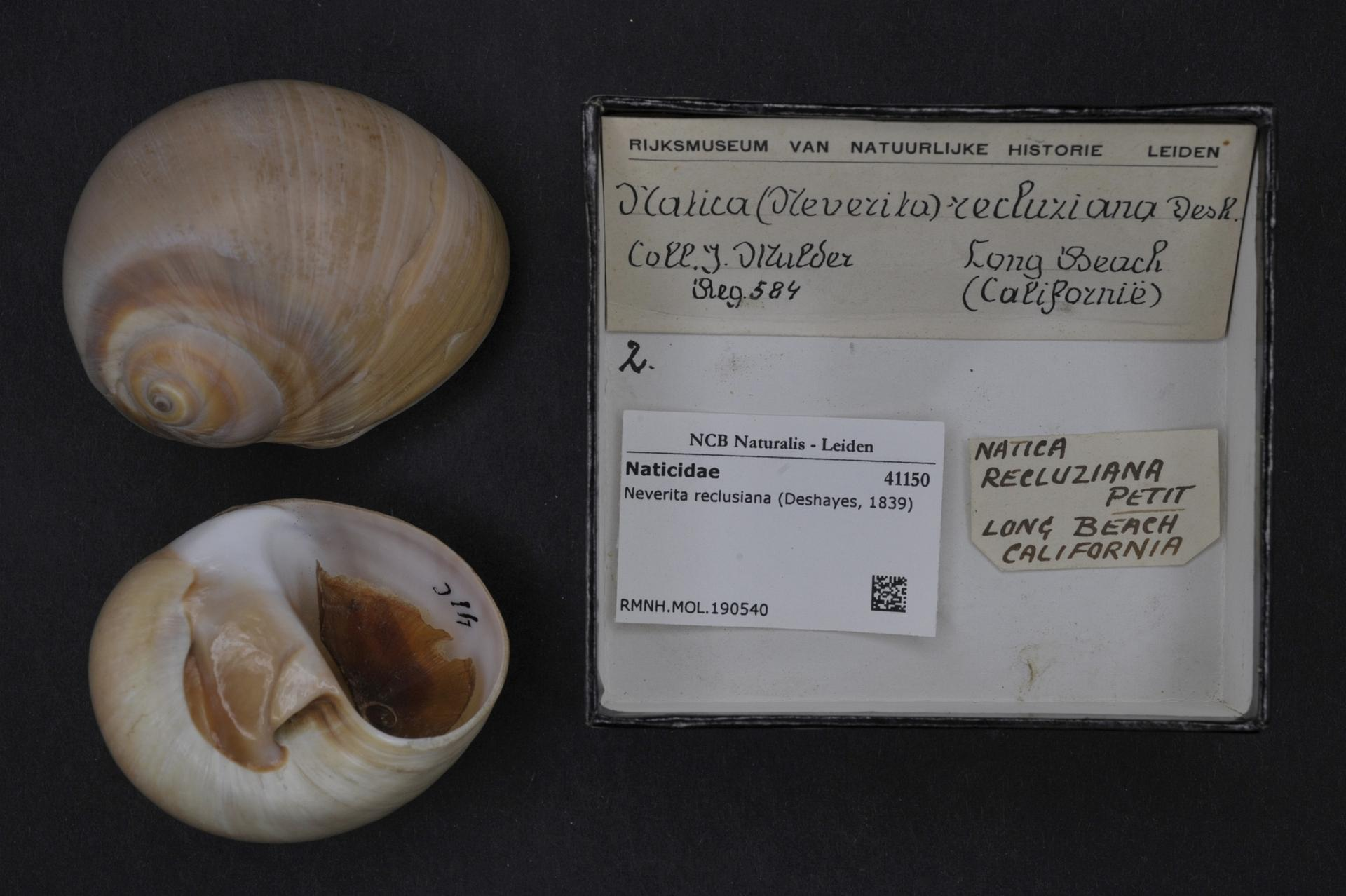
Neverita reclusiana.
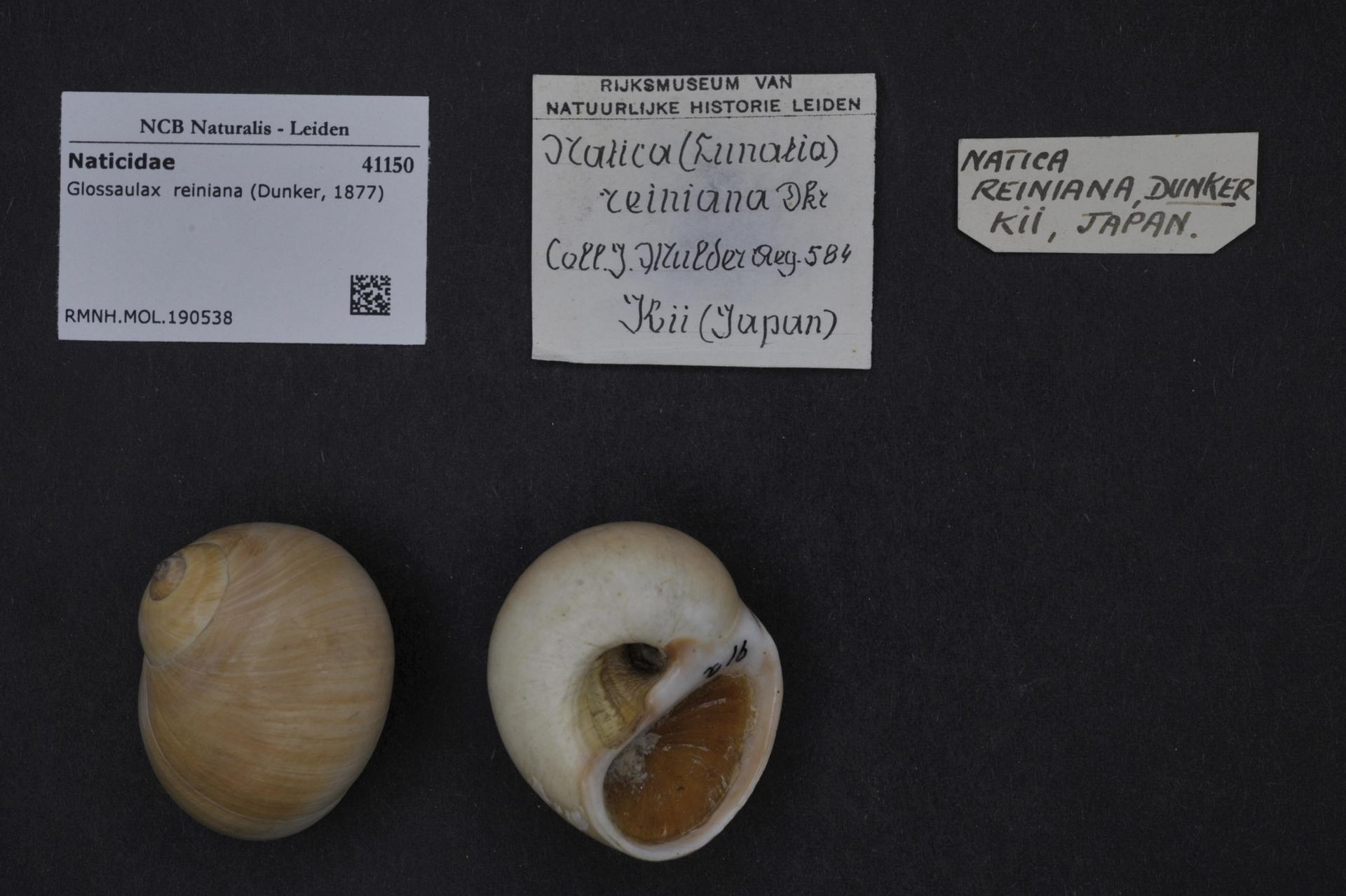
Neverita reiniana.